# Gary Pearce
Gary Malcolm Pearce, avstralski veslač, * 27. februar 1944, Leichhardt, Novi južni Wales.
Pearce je za Avstralijo nastopil na treh Olimpijadah; 1964,  1968 in 1972.
Na igrah 1964 je z veslaškim partnerjem Barclayem Wadom veslal v dvojnem dvojcu in osvojil 13. mesto. 
Na igrah 1968 je z avstralskim osmercem osvojil srebrno medaljo, leta 1972 pa je isti čoln končal na osmem mestu. 